# Gmina Michałów
Die Gmina Michałów ist eine Landgemeinde im Powiat Pińczowski der Woiwodschaft Heiligkreuz in Polen. Ihr Sitz ist das gleichnamige Dorf.
In Michalow befindet sich die größte Araberzuchtanstalt Polens.

## Gliederung
Zur Landgemeinde (gmina wiejska) Michałów gehören folgende Dörfer mit einem Schulzenamt.
Góry
Jelcza Mała
Jelcza Wielka
Karolów
Kołków
Michałów
Pawłowice
Polichno
Przecławka
Sadkówka
Sędowice
Tomaszów
Tur Dolny
Tur Górny
Tur-Piaski
Wrocieryż
Węchadłów
Zagajów
Zagajówek
Zawale Niegosławskie